# Kuranji (Kuranji)
Kuranji is een bestuurslaag in het regentschap Padang van de provincie West-Sumatra, Indonesië. Kuranji telt 29.466 inwoners (volkstelling 2010).